# Сафаров, Георгий Самуилович
Георгий Самуилович Сафаров (2 августа 1928 — 2003) — советский и российский промышленный деятель, директор Белокалитвинского металлургического завода с 1974 по 1995 годы.

## Биография
Родился 2 августа 1928 года.
В 1952 году, окончив Ростовский институт сельскохозяйственного машиностроения, приехал молодым специалистом в Белую Калитву. Начал работать инженером-конструктором белокалитвинской группы «Гипроцветметобработка». 
В 1953 году стал начальником ремонтно-механического цеха металлургического завода. Затем возглавлял трубопрокатный, прессовый и прокатный цехи, конструкторский отдел завода. 
В 1968 году стал заместителем главного инженера, через четыре года — главным инженером Белокалитвинского металлургического завода. 
В 1974 году Г. С. Сафаров был назначен директором завода.
Как специалист, занимался рационализаторством и изобретательством, являлся автором ряда патентов. Включён в книгу «Творцы металлургии легких сплавов России», 1998 год, том 2.
Умер 12 апреля 2003 года.

## Награды
- Награждён орденами «Знак Почёта», Октябрьской Революции, Трудового Красного Знамени, Дружбы народов и медалями, среди которых серебряная и золотая медали ВДНХ СССР.
- Лауреат Государственной премии СССР (1973) и премии Совета Министров СССР (1989).
- Заслуженный металлург Российской Федерации (29 декабря 1994) — за заслуги в области металлургии и многолетний добросовестный труд
- «Почетный гражданин города Белая Калитва» (1995).